# Народно военно химическо училище
Народното военно химическо училище е българско военноучебно заведение, съществувало в периода 1947 – 1955 г.

## История
Народното военно химическо училище е формирано на 1 януари 1947 година под името Общовойскова химическа рота и е на местостоянка в София. Две години по-късно, на 21 март 1949 г. ротата е реорганизирана в дружина и формированието се преименува на Общовойскова химическа дружина. На 32 август 1950 г. дружината се реорганизира в училище и получава последното си наименование – Народно военно химическо училище. Съгласно заповед на Министерството на народната отбрана № 482 от 1 септември 1950 г. се установява на постоянен гарнизон в Карлово. Училището престава да съществува на 25 октомври 1955 г., когато се слива с Народното военно инженерно-свързочно училище в Силистра.

## Наименования
През годините училището носи различни имена според претърпените реорганизации:
- Общовойскова химическа рота (1 януари 1947 – 21 март 1949)
- Общовойскова химическа дружина (21 март 1949 – 23 август 1950)
- Народно военно химическо училище (23 август 1950 – 25 октомври 1955)